# Естадос
Еста́дос (ісп. Estados) — острів в південній Атлантиці, відділений від острову Ісла-Гранде протокою Ле-Мер. Належить до департаменту Ушуая аргентинської провінції Вогняна Земля. Є власністю аргентинського флоту і природоохоронною зоною.
Острів був відкритий 24 січня 1616 року голландськими мореплавцями Лемером і Схаутеном, який вони назвали Statenlant і вирішили, що він є північним берегом Невідомої Південної землі. Іспанською назва була перекладена як Tierra de los Estados.
Заселення острову почалося у XIX ст. З 4 жовтня 1978 року єдиними жителями острову Естадос є військовики. 1991 року острів було оголошено природним заказником.